# Teatrologia
Estéticas e Teorias do Teatro ou Teatrologia é o estudo oferecido na forma de graduação técnica ou superior da performance teatral em relação aos contextos histórico, literário, físico, psico-biológico e sociológico. É um campo interdisciplinar que abrange o estudo da estética e semiótica teatral. Seu foco é maior na produção de roteiro, trilha sonora, dramaturgia e direção; do que a actuação, coreografia e maquiagem presentes nas artes cênicas. Dessa forma a pessoa graduada nesta área é um teatrólogo, mas que pode também trabalhar como actor. Um desenvolvimento posterior da área tem sido a etnografia da teoria do teatro, iniciada pela russa Larisa Ivleva que estudou a influência da cultura popular no desenvolvimento do teatro russo. Ensinando também noções étnicas de cenografia e figurino, principalmente ligados a arte circense, cigana e burlesca. 

## Teatrólogos notáveis
- Emil František Burian
- Jovan Ćirilov
- François Delsarte
- Joseph Gregor
- John Heilpern
- Antoine Vitez